# Araize
Die Araize ist ein Fluss in Frankreich, der in der Region Pays de la Loire verläuft. Sie entspringt im nordwestlichen Gemeindegebiet von Ombrée d’Anjou, knapp an der Grenze zur Gemeinde Martigné-Ferchaud im Département Ille-et-Vilaine der Region Bretagne, entwässert generell Richtung Ost bis Südost und mündet nach rund 33 Kilometern beim Ort Nyoiseau, im Gemeindegebiet von Segré-en-Anjou Bleu als rechter Nebenfluss in den Oudon. Auf ihrem Weg durchquert die Araize das Département Maine-et-Loire, kurzzeitig bildet sie bald nach der Quelle die Grenze zum Département Mayenne.

## Orte am Fluss
(Reihenfolge in Fließrichtung)
- La Basse Ambaudière, Gemeinde Ombrée d’Anjou
- La Bouichère, Gemeinde Saint-Erblon
- La Chapelle-Hullin, Gemeinde Ombrée d’Anjou
- Grugé-l’Hôpital, Gemeinde Ombrée d’Anjou
- Bouillé-Ménard, Gemeinde Ombrée d’Anjou
- Nyoiseau, Gemeinde Segré-en-Anjou Bleu